# Naissance en 1993
Naissance
- 1989
- 1990
- 1991
- 1992
- 1993
- 1994
- 1995
- 1996
- 1997

Les naissances en 1993 concernent les personnalités nées entre le 1er janvier et le 31 décembre 1993.

## Janvier
- 2 janvier : Bryson Tiller, chanteur américain.
- 3 janvier : Vadim Musaev, boxeur russe.
- 5 janvier :
  - Ibrahim Najm Eddine, footballeur marocain.
  - Jennifer Ågren, taekwondoïste suédoise.
  - Bian Ka, athlète chinoise.
  - Elijah Manangoi, athlète kényan.
  - Jolanda Neff, coureuse cycliste suisse.
- 6 janvier: Lil Reese, rappeur américain
- 8 janvier : Adnane El Assimi, footballeur marocain.
- 10 janvier : Jordan Michallet, joueur français de rugby à XV († 18 janvier 2022).
- 12 janvier : 
  - D.O., chanteur sud-coréen du groupe EXO.
  - Zayn Malik, chanteur anglais, ancien membre des One Direction.
  - Ajara Nchout, footballeuse camerounaise.
  - Aika Mitsui, chanteuse, actrice, modèle et ex-idole japonaise.
  - Maxime Lucu, joueur français de rugby à XV.
- 14 janvier : Choi Ara, actrice et mannequin sud-coréenne.
- 15 janvier : Paulina Vega, mannequin colombien et Miss Univers 2014.
- 21 janvier : 
  - Clément Mignon, nageur français
  - Georgio, rappeur français
  - Fabiola Ndanga Nana, judokate camerounaise
- 22 janvier : Bigflo, rappeur français.
- 25 janvier : Iris Mittenaere, reine de beauté élue Miss France 2016 puis Miss Univers 2016.
- 26 janvier : 
  - Cameron Bright, acteur canadien.
  - Florian Thauvin, footballeur français.
  - Sonja Sajzor, artiste, chanteuse et DJ serbe.
- 27 janvier : 
  - Taro Daniel, joueur de tennis japonais.
  - Arisa Nakamura, actrice japonaise.
- 28 janvier : 
  - Daniel Manche, acteur américain.
  - Will Poulter, acteur britannique.
- 29 janvier :
  - Kyary Pamyu Pamyu, chanteuse japonaise.
  - Samia Manel Bezzeghoud, chanteuse algérienne.

## Février
- 4 février : Stanislav Bogdanovitch,  joueur d'échecs ukrainien († 5 mars 2020).
- 5 février : Adam Ondra, grimpeur tchèque
- 10 février :
  - Mia Khalifa, actrice américaine.
  - Nouri, chanteuse néo-zélandaise.
- 12 février : Jennifer Stone, actrice américaine.
- 15 février : 
  - Leomie Anderson, mannequin britannique.
  - Kim Won-sik (ou Ravi), rappeur, chanteur, danseur, auteur-compositeur et réalisateur artistique sud-coréen, membre du groupe VIXX.
- 16 février : Yukika Teramoto, chanteuse sud-coréenne.
- 19 février :
  - Victoria Justice, actrice américaine.
  - Mitra Hejazipour, joueuse d'échecs iranienne.
- 27 février : Alphonse Areola, footballeur français.
- 28 février : Emmelie de Forest, chanteuse danoise, gagnante du Concours Eurovision de la chanson 2013.

## Mars
- 1er mars : Khanim Huseynova, judokate handisport azerbaïdjanaise.
- 7 mars : Malu NCB, artiste musicien congolais.
- 8 mars : Mathieu Saïkaly, auteur-compositeur-interprète folk et Youtubeur.
- 9 mars : Min Yoon-Gi, dit Suga, rappeur sud-coréen du groupe BTS
- 11 mars : 
  - Anthony Davis, basketteur américain.
  - Elmé de Villiers, joueuse sud-africaine de badminton.
  - Alexander Hill, rameur d'aviron australien.
  - Alexus Laird, nageuse seychelloise.
  - Noboru Shimura, footballeur japonais.
  - Baek A-yeon, chanteuse sud-coréenne.
- 12 mars : Rafinha, footballeur hispano-brésilien.
- 14 mars : 
  - Joshua Buatsi, boxeur britannique.
  - Bárbara Latorre, footballeuse espagnole.
- 15 mars :
  - Paul Pogba, footballeur français.
  - Simone Thiero, handballeuse franco-congolaise.
- 16 mars :
  - Marine Lorphelin, Miss France 2013.
  - Camila Espinoza, journaliste chilienne.
- 17 mars : Julia Winter, actrice britannique.
- 19 mars : Maria Andrade, taekwondoïste cap-verdienne.
  - Hakim Ziyech, footballeur marocain.
  - Aleksandr Kozlov, footballeur russe.
- 22 mars : Mick Hazen, acteur américain.
- 23 mars :
  - Haideé Aceves, nageuse handisport mexicaine.
  - Roberto Carballés Baena, joueur de tennis espagnol.
  - Lee Hyun-woo, acteur et chanteur sud-coréen.
- 25 mars :
  - Sam Johnstone, footballeur anglais.
  - Adonis Thomas, basketteur américain.
  - Phil Maton, joueur de baseball américain.
- 26 mars : Eunice Chibanda, footballeuse internationale zimbabwéenne.
- 29 mars : 
  - Nour Abdelsalam, taekwondoïste égyptienne.
  - Thorgan Hazard, footballeur belge.
- 30 mars :
  - Anitta, chanteuse brésilienne.
  - Mino, rappeur sud-coréen.
  - Ji Soo, acteur sud-coréen.

## Avril
- 1er avril : 
  - Zhanibek Alimkhanuly, boxeur kazakh.
  - Sérgio Fernández, athlète espagnol.
  - Julius Kühn, handballeur allemand.
  - Andréanne Langlois, kayakiste canadienne.
  - Jurgen Mattheij, footballeur néerlandais.
- 9 avril : Rayane Bensetti, acteur et mannequin français.
- 10 avril : 
  - Sofia Carson, actrice et chanteuse américaine.
  - Sebastian de Souza, acteur anglais.
- 13 avril : Daan Myngheer, coureur cycliste belge († 28 mars 2016).
- 14 avril : Mads Lauritsen, footballeur danois
- 15 avril : Guillaume Babouin, boxeur et mannequin français.
- 18 avril : Louzanne Coetzee, athlète handisport sud-africaine.
- 22 avril : 
  - Hwayoung, chanteuse sud-coréenne, ex-membre du groupe T-ara.
  - Ryu Hyoyoung, actrice, rappeuse et chanteuse sud-coréenne, membre du groupe Coed School.
- 23 avril : Alexy Bosetti, footballeur français.
- 24 avril : Abigail Thorn, vidéaste transgenre britannique.
- 25 avril : Raphaël Varane, footballeur français.

## Mai
- 2 mai : 
  - Zitao Huang, artiste chinois.
  - Eddy de Pretto, chanteur et acteur français.
- 5 mai : 
  - Isabel Cabanillas de la Torre, artiste mexicaine († 18 janvier 2020).
  - Lotte Claes, coureuse cycliste belge.
  - Tapiwa Tsomondo, joueur zimbabwéen de rugby à XV.
- 8 mai : Anne-Fatoumata M'Bairo, judokate française.
- 9 mai : Camille Cheng, nageuse hongkongaise.
- 10 mai : 
  - Thomas Boakye, footballeur ghanéen.
  - Shida Mirai, actrice japonaise.
- 11 mai :
  - Charles Ollivon, joueur français de rugby à XV.
  - Maximilien Vallot, samboïste et pratiquant de MMA français.
- 12 mai : Hamza Asrir, footballeur marocain.
- 13 mai : 
  - Debby Ryan, actrice américaine.
  - Bang Min-ah, chanteuse et actrice sud-coréenne membre du groupe Girl's Day.
  - Romelu Lukaku, footballeur Congo-belge.
- 14 mai : Miranda Cosgrove, actrice et chanteuse américaine.
- 16 mai : IU, chanteuse de K-pop.
- 19 mai : Ryūnosuke Kamiki, acteur et doubleur japonais.
- 26 mai :
  - B. J. Young, joueur de basket-ball américain.
  - Cansu Çetin, joueuse de volley-ball turque.
  - Dan Sarginson, joueur de rugby à XIII international anglais.
  - Frédérique Rol, rameuse suisse.
  - Gabriel Ynoa, joueur de baseball américain.
  - Jamal Hairane, athlète qatarien, spécialiste du 800 m.
  - Jason Adesanya, footballeur belge.
  - James Vesey, hockeyeur sur glace américain.
  - Joshua Leivo, hockeyeur sur glace canadien.
  - Katerine Savard, nageuse canadienne.
  - Mayobanex de Óleo, athlète dominicain.
  - Monika Rajnohová, joueuse slovaque de handball.
  - Rayderley Zapata, gymnaste espagnol.
  - Trey Davis, joueur américain de basket-ball.

## Juin
- 1er juin : Martin Bakole, boxeur congolais.
- 3 juin : Sabrina Gonzalez Pasterski, physicienne américaine.
- 4 juin : Adam Saleh, vidéaste américain.
- 7 juin : Park Ji-yeon, actrice, danseuse, chanteuse sud-coréenne, membre du groupe T-ara.
- 9 juin : Ilyich Rivas, chef d'orchestre américano-vénézuélien.
- 13 juin : Denis Ten, patineur artistique kazakh († 19 juillet 2018).
- 16 juin : Park Bo-gum, acteur et animateur de télévision sud-coréen.
- 19 juin : KSI, vidéaste et rappeur britannique.
- 20 juin : 
  - Jasmine Alkhaldi, nageuse philippine.
  - Jacob Rinne, footballeur suédois.
- 23 juin : 
  - Michelle Jenneke, athlète australienne.
  - Beth Munro, taekwondoïste handisport britannique.
- 25 juin : 
  - Barney Clark, acteur britannique.
  - Hugues Fabrice Zango, athlète burkinabé.
- 26 juin : Ariana Grande, actrice et chanteuse américaine.
- 28 juin : Jung Dae-hyun, chanteur sud-coréen.
- 30 juin : Keita Nakamura, footballeur japonais.

## Juillet
- 1er juillet : Katie Sarife, actrice américaine.
- 2 juillet : Ieva Zasimauskaitė, chanteuse lituanienne.
- 3 juillet :
- Gastón Javier, coureur cycliste argentin.
- Vincent Lacoste, acteur français.
- Kim Sang-woo (ou Roy Kim), auteur-compositeur-interprète et animateur radio sud-coréen
- 5 juillet :
  - Sandra le Grange, joueuse sud-africaine de badminton.
  - Maciej Okręglak, kayakiste polonais.
  - Johann Obiang, joueur de football franco-gabonais.
  - Radoslav Pantaleev, boxeur bulgare.
  - Yuriko Tiger, mannequin italienne.
- 6 juillet :
- Brahim Dib, footballeur algérien.
- Magdalena Jakober, footballeuse professionnelle autrichienne.
- Retin Obasohan, joueur de basket-ball belge.
- 7 juillet :
- Louise Grinberg, actrice française.
- Kiho Maaya, chanteuse japonaise.
- 8 juillet :
- Ergys Kaçe, footballeur albanais.
- Julio César Salazar, athlète mexicain.
- 9 juillet :
- Emily Hirst, actrice canadienne.
- Khushbir Kaur, athlète indienne.
- 10 juillet :
- Luuc Bugter, sportif néerlandais.
- Perrie Edwards, chanteuse anglaise de Little Mix.
- Florian Sénéchal, cycliste français.
- 11 juillet :
- Bogdan Radosavljević, joueur de basket-ball allemand d'origine serbe.
- Jairo Samperio, footballeur espagnol.
- 12 juillet : Ștefania Vătafu, footballeuse roumaine.
- 13 juillet : 
  - Khayala Abdulla, joueuse d'échecs azerbaïdjanaise.
  - Olcay Çakır, joueuse de basket-ball turque.
  - Linda Indergand, coureuse cycliste suisse.
  - Anas Lemrabet, footballeur marocain.
  - Mohamed Rabii, boxeur marocain.
  - Mike Reilly, joueur de hockey sur glace américain.
  - 14 juillet : Dovilė Kilty, athlète lituanienne.
  - 15 juillet:
  - Håvard Nielsen, footballeur norvégien.
  - Gabriel Xavier, footballeur brésilien.
  - 16 juillet : Ryo Takahashi, footballeur japonais.
  - 17 juillet : Rattikan Gulnoi, haltérophile thaïlandaise.
- 18 juillet : 
  - Banassa Diomandé, taekwondoïste ivoirienne.
  - Nabil Fekir, footballeur français.
  - Lee Taemin, chanteur-sud coréen du groupe SHINee.
- 19 juillet :
- Anas Beshr, athlète égyptien.
- Azeddine Habz, athlète franco-marocain.
- Valerie Hernandez, mannequin portoricaine.
- 20 juillet :
- Lucas Digne, footballeur français.
- Rania Houch, joueuse de basket-ball tunisienne.
- Wendell, footballeur brésilien.
- 21 juillet :
  - AmineMaTue, streameur et vidéaste web français.
  - Vincent Gagnier, skieur professionel canadien.
- 24 juillet :
- Soufiane Bahja, footballeur marocain.
- Marcos Giron, joueur de tennis américain.
- Sonia Ursu-Kim, joueuse de basket-ball roumaine d'origine sud-coréenne.
- 26 juillet : 
  - Amine Limem, acteur et chroniqueur tunisien.
  - Taylor Momsen, actrice américaine.
  - Elizabeth Gillies, actrice américaine.
  - Stormzy, rappeur anglais.
  - 27 juillet :
  - Reagan Campbell-Gillard, joueur de rugby à XIII australien.
  - Adrian Dabasse, footballeur français.
- 28 juillet :
  - Cher Lloyd, chanteuse anglaise ayant participé à The X Factor 2010
  - Noam Dar, catcheur écossais d'origine israélienne.
  - Harry Kane, footballeur anglais.
  - Mohamed Yattara, footballeur franco-guinéen.
  - 29 juillet : Travante Williams, joueur de basket-ball américain.
  - 30 juillet :
  - Michaela Meijer, athlète suédoise.
  - Nasoni Naqiri, joueur de rugby à XV fidjien.
  - 31 juillet : Tobias Winder, joueur de rink hockey autrichien.

## Août
- 2 août : Karin Maruyama, chanteuse et idole japonaise († 22 mai 2015).
- 3 août : Eva Fabian, nageuse américaine.
- 4 août : 
  - Hajiba Enhari, taekwondoïste marocaine.
  - Dorian Aldegheri, joueur français de rugby à XV.
- 5 août :
- Louis Delort, chanteur français.
- Edafe Egbedi, footballeur nigérian.
- Archieford Gutu, footballeur zimbabwéen.
- 7 août : David Hovorka, footballeur tchèque.
- 8 août :
- Kelly Fraser, chanteuse canadienne († 24 décembre 2019).
- Emilie Mehl, femme politique norvégienne, ministre.
- 9 août : Kenneth Houdret, footballeur belge.
- 10 août :
- Jhorman Flores, coureur cycliste vénézuélienne.
- Shin Hye-jeong, chanteuse et actrice sud-coréenne, membre du groupe AOA.
- 11 août :
- Jacques du Plessis, joueur sud-africain de rugby à XV.
- Jake Gosling, footballeur anglais.
- Alyson Stoner, actrice américaine.
- 13 août :
- Kevin Cordes, nageur américain.
- Artur Gachinski, patineur artistique russe.
- Freya Mavor, actrice britannique.
- Nikki Snel, gymnaste acrobatique belge.
- 14 août :
- Mister V, vidéaste, humoriste et rappeur français.
- Cassi Thomson, actrice américaine.
- 15 août : Alex Oxlade-Chamberlain, footballeur anglais.
- 16 août :
  - Momona Kito, idole japonaise.
  - Cameron Monaghan, acteur américain.
- 17 août :
- Kevin Byard, joueur américain de football américain.
- Ederson, footballeur brésilien.
- Yoo Seung-ho, acteur et mannequin sud-coréen.
- 18 août :
- Maia Mitchell, actrice australienne.
- Jung Eun-ji, chanteuse, autrice-compositrice, danseuse et actrice sud-coréenne membre du groupe Apink.
- 19 août : Pat Lynott, joueur de rugby à XV canadien.
- 21 août : Mike Evans, joueur américain de football américain.
- 22 août :
- Rayvanny, musicien tanzanien.
- Lucas Savoye, joueur de hockey de glace français.
  - Laura Dahlmeier, biatlète allemande († 28 juillet 2025).
- 23 août : Sebastián Cristóforo, footballeur uruguayen.
- 24 août : Alexandra Fuller, joueuse de squash sud-africaine.
- 28 août :
- Ramon Ayarza, joueur de rugby à XV chilien.
- Oliver Berg, footballeur norvégien
- 29 août :
- Lucas Cruikshank, acteur américain.
- Liam Payne, chanteur britannique, membre des One Direction († 16 octobre 2024).
- 31 août :
  - Yannis Morin, basketteur français.
  - Erik González, joueur de baseball dominicain.

## Septembre
- 1er septembre : Ilona Mitrecey, chanteuse française.
- 3 septembre : Juniel, autrice-compositrice-interprète sud-coréenne.
- 3 septembre : Dominic Thiem, tennisman autrichien vainqueur de l'US Open.
- 4 septembre : Mark Yi-Eun Tuan (ou Mark), rappeur, chanteur et danseur américano-taïwanais, membre du groupe GOT7
- 8 septembre : Braian Toledo, athlète argentin spécialiste du lancer du javelot († 27 février 2020).
- 10 septembre : 
  - Sarah Logan, catcheuse américaine.
  - Ruggero Pasquarelli, acteur et chanteur italien.
  - Lionel Zouma, joueur de football français et centrafricain.
  - Romain Renoult, joueur de football français à l'US avanton et l'US migné auxances,
- 13 septembre : Niall Horan, chanteur irlandais, membre des One Direction.
- 15 septembre : 
  - Cyril Baille, joueur français de rugby à XV.
  - Delcat Idengo, auteur-compositeur et rappeur congolais († 13 février 2025).
- 18 septembre : Zozibini Tunzi, mannequin sud-africain et Miss Univers 2019.
- 19 septembre : 
  - Ingrid Aceitón, mannequin chilienne.
  - Cheick Cissé, Taekwondoïste ivoirien.
- 20 septembre :
  - Julian Draxler, footballeur international allemand.
  - Daisy Kaitano, footballeuse internationale zimbabwéenne.
- 21 septembre : Kwon Min-a, chanteuse et actrice sud-coréenne, membre du groupe AOA.
- 25 septembre :
  - Zenatha Goeieman, joueuse de football namibienne.
- 29 septembre : Lee Hong-bin, chanteur et acteur sud-coréen, membre du groupe VIXX.
- 30 septembre : 
  - Abibatou Yaya, escrimeuse togolaise.
  - Gaz Mawete, chanteur congolais.

## Octobre
- 7 octobre : Lucas Pazat, céiste français.
- 8 octobre : Molly Quinn, actrice américaine.
- 11 octobre : Brandon Flynn, acteur américain.
- 12 octobre : Pierre Latour (cyclisme), cycliste français.
- 13 octobre : 
  - Tiffany Trump, personnalité médiatique américaine.
  - Ulviyya Ali, journaliste indépendante, photographe, militante des droits de l'homme et prisonnière politique azerbaïdjanaise.
- 14 octobre : Georgina Brayshaw, rameuse britannique.
- 16 octobre : Danielle Hansen, rameuse américaine.
- 17 octobre : Vincent Poirier, joueur français de basket-ball.
- 22 octobre : Omer Adam, Chanteur israélien.
- 25 octobre : Xander Schauffele, golfeur américain.
- 29 octobre : India Eisley, actrice américaine.
- 30 octobre : Takuya Nomura, lutteur professionnel japonais.

## Novembre
- 2 novembre : 
  - Marianne Fortier, actrice canadienne.
  - Radwa Reda, taekwondoïste égyptienne.
- 6 novembre : Alastair Aiken, plus connue sour le nom d'Ali-A, YouTuber britannique.
- 7 novembre : Dóra Bodonyi, kayakiste hongroise.
- 9 novembre : Peter England, catcheur (lutteur professionnel) anglais.
- 12 novembre :
  - Alina Yakimkina, biathlète russe († 21 février 2015).
  - Erika Costell, vidéaste web et actrice américaine.
- 15 novembre : Paulo Dybala, footballeur argentin.
- 16 novembre : Alexiane Thill, autrice française.
- 21 novembre : Syndy Emade, mannequin et productrice camerounaise.
- 22 novembre : Adèle Exarchopoulos, actrice française.
- 24 novembre : Madison de Rozario, athlète handisport australienne.
- 27 novembre :
  - Avani Chaturvedi aviatrice indienne.
  - Qëndrim Guri, coureur cycliste kosovar.
  - Joan Kipkemoi Rotich, athlète kényane.
  - Aubrey Peeples, actrice et chanteuse américaine.
  - Benjamin Verbič, footballeur slovène.
- 30 novembre : Felix De Laet, plus connu sous le nom d'artiste Lost Frequencies, DJ belge.

## Décembre
- 4 décembre : Angelika Sita Ouédraogo, nageuse burkinabé.
- 5 décembre : Ross Barkley, footballeur anglais.
- 7 décembre : Jasmine Villegas, chanteuse américaine.
- 8 décembre : AnnaSophia Robb, actrice américaine.
- 13 décembre : Ryan Cassata, musicien trans américain.
- 16 décembre : 
  - Lola Créton, actrice française.
  - Lara Melda, pianiste anglo-turque.
- 19 décembre : Katrina Guillou, footballeuse internationale philippine.
- 22 décembre :
  - Karishma Sharma, actrice indienne.
  - Dina Belenkaïa, joueuse d'échecs russe.
- 23 décembre : Valentina Pastorello, joueuse de volley-ball italienne.
- 24 décembre : Yanina Martínez, athlète handisport argentine.
- 25 décembre : Madeleine Malonga, judokate française.
- 26 décembre : Yanjaa, sportive de la mémoire mongol-suédoise.
- 27 décembre : Olivia Cooke, actrice britannique.
- 31 décembre : Ryan Blaney, pilote professionnel américain de Stock-car.

## Date non connue
- Sara Curruchich, autrice-compositrice-interprète et militante guatémaltèque.
- Bertille Zénobie Estramon, réalisatrice française.
- Ayşe Deniz Karacagil, militante turque († mai 2017).